# Mitchell (Indiana)
Pour les articles homonymes, voir Mitchell.
La ville de Mitchell est située dans le comté de Lawrence, situé dans l'Indiana, aux États-Unis.

## Géographie
La localité se situe dans le croisement de deux lignes de chemins de fer. La ligne nord-sud entre New Albany et Chicago, et la ligne est-ouest entre Cincinnati et St. Louis.

## Personnes liées à la commune

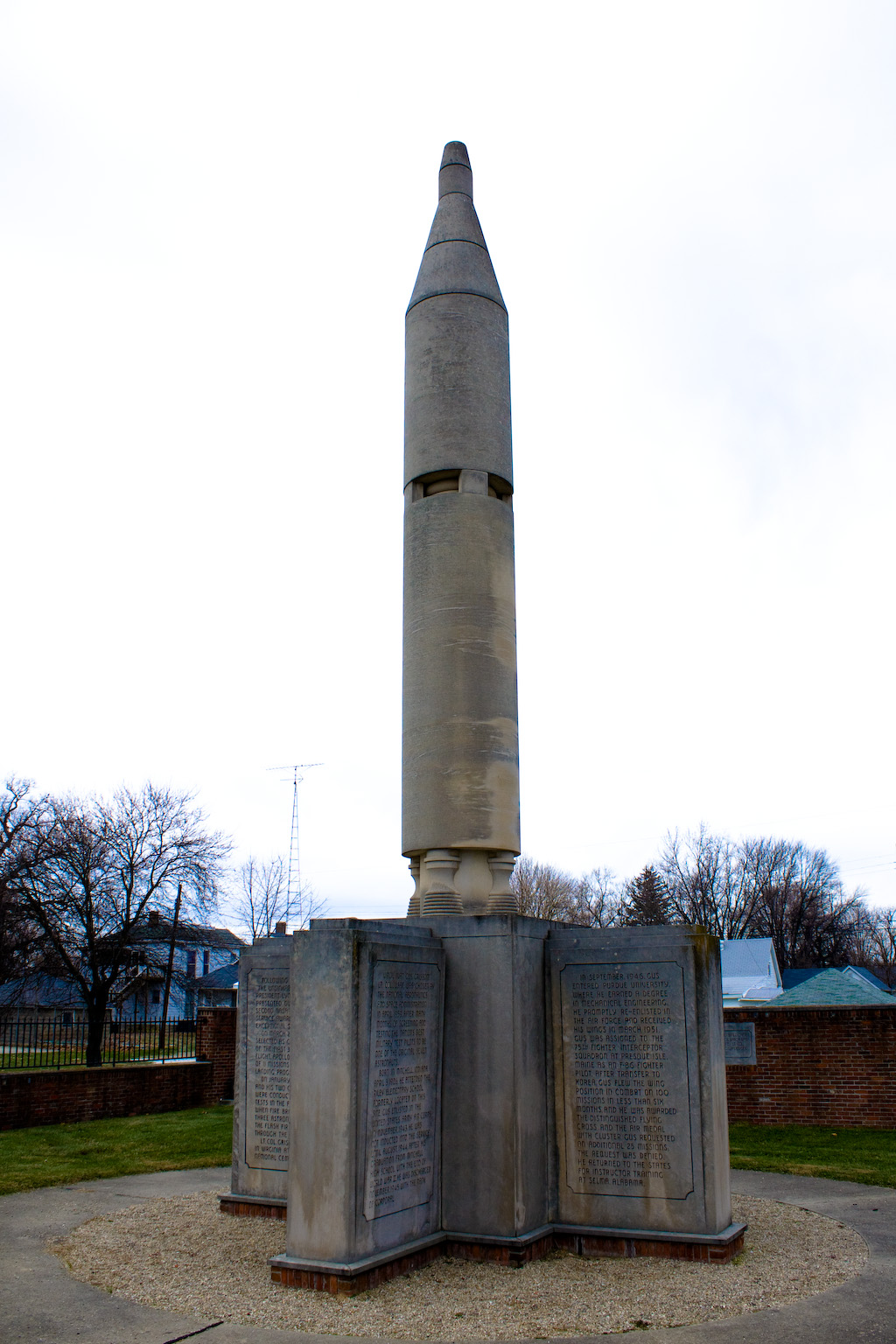
Le mémorial Gus Grissom à Mitchell, Indiana

- L'astronaute Virgil Grissom (1926–1967). Il est né dans la commune, il décède dans le module Apollo 1 le 27 janvier 1967.

- Sam Bass, hors-la-loi, né dans la commune.